# استفان دروین
استفان دروین (انگلیسی: Stéphen Drouin؛ زادهٔ ۲۷ ژانویهٔ ۱۹۸۴) بازیکن فوتبال اهل فرانسه است.
از باشگاه‌هایی که در آن بازی کرده‌است می‌توان به باشگاه فوتبال نانت و باشگاه فوتبال تروا اشاره کرد.